# Debitivo
Il debitivo è un modo grammaticale usato nella lingua lettone per esprimere obblighi o doveri.
Nel modo debitivo, tutte le persone sono formate declinando il pronome nel caso dativo e usando la radice presente in terza persona, prefissata con jā-. I verbi ausiliari in caso di tempi composti non cambiano, ad es.:
Man jālasa/man bija jālasa/man ir bijis jālasa/man būs jālasa/man būs bijis jālasa
Devo leggere/ho dovuto leggere/ho dovuto leggere/dovrò leggere/avrei dovuto leggere (letteralmente "dovrò leggere", dove il futuro esprime un desiderio; sostituire il futuro con il congiuntivo, ottenendo "man būtu bijis jālasa", sarebbe meno ortodosso).
Possono essere formati anche tempi/modi composti più complessi, ad esempio il debitivo citativo:
Man būšot jālasa
Dovrò leggere.

## Controversie
Alcuni autori mettono in dubbio lo status di modo del debitivo lettone, sulla base del fatto che un modo per definizione non può essere combinato con un altro modo. Alcuni ipotizzano che l'incapacità della lingua lettone di sviluppare un verbo "avere" abbia contribuito allo sviluppo del debitivo. Per esprimere il possesso di qualcosa oltre che la necessità, il lettone usa costruzioni simili a quelle usate dalle lingue finniche, ad esempio:
Man vajag iet
Letteralmente "per me ha bisogno di andare", usando il vajadzēt modale.